# Karl Albert Reisch
Karl Albert Reisch (* 23. November 1926 in Eisenberg (Pfalz); † 27. Juni 1967 in Bonn) war ein deutscher Jurist und Landrat im Landkreis Zell (Mosel).

## Leben
Reisch, der seine schulische Ausbildung aufgrund der Einberufung zur Wehrmacht im Juni 1944 unterbrechen musste, legte nach Ende des Zweiten Weltkriegs im Oktober 1946 seine Reifeprüfung in Speyer ab. Im Anschluss studierte er von 1947 bis 1950 Rechtswissenschaft in Mainz, im Jahr 1955 bestand er sein Examen als Assessor. Schon früh engagierte sich Reisch als Vorsitzender der Jungen Union und hielt dort u. a. zur Staatsbürgerschaft Reden. Auch bei verschiedenen Dekanaten und beim Bund der Deutschen Katholischen Jugend (BDKJ) in Speyer hielt er Reden, während dort abgehaltenen Kursen. 
Im Zeitraum von 1952 bis 1956 gehörte Reisch für die CDU dem Kreistag des Landkreises Bergzabern an. Während dieser Phase wurde er im Februar 1958 mit der Ausarbeitung Streik und Polizei zum Dr. jur. promoviert. Als Regierungsassessor fand er ab dem Februar 1960 bei der Bezirksregierung des Regierungsbezirks Pfalz in Neustadt an der Weinstraße Beschäftigung, bevor er zum November 1963 unter Beförderung zum Oberregierungsrat in das rheinland-pfälzische Ministerium des Innern nach Mainz wechselte.
Am 13. April 1966 wurde Reisch nach seiner kommissarischen Ernennung zum Landrat des Landkreises Zell vom 1. Kreisdeputierten Karl Josef Simonis in sein neues Amt eingeführt. In Zell setzte er sich insbesondere für die Gründung des Kreisvolksbildungswerkes, bei der Aktion Unser Dorf soll schöner werden, sowie bei der Verbesserung des Qualitätsweins in der Region ein. Weitere Prioritäten galten den Themen Verwaltungsreform, Raumordnungspolitik sowie dem Schul- und Krankenhauswesen. Reisch starb im Universitätsklinikum Bonn. Beigesetzt wurde er in der Heimatgemeinde seiner Ehefrau, Albersweiler im Landkreis Südliche Weinstraße.